# Lee Jong-min (cầu thủ bóng đá, sinh 1983)
Đây là một tên người Triều Tiên, họ là Lee.
Lee Jong-Min (sinh ngày 1 tháng 9 năm 1983) là một cầu thủ bóng đá Hàn Quốc thi đấu cho Busan IPark. Các câu lạc bộ trước đó của anh bao gồm Gwangju FC, Ulsan Hyundai, FC Seoul và Sangju Sangmu Phoenix.

## Thống kê sự nghiệp câu lạc bộ
| Thành tích câu lạc bộ | Thành tích câu lạc bộ | Thành tích câu lạc bộ | Giải vô địch | Giải vô địch | Cúp     | Cúp       | Cúp Liên đoàn | Cúp Liên đoàn | Châu lục | Châu lục  | Tổng cộng | Tổng cộng |
| Mùa giải              | Câu lạc bộ            | Giải vô địch          | Số trận      | Bàn thắng    | Số trận | Bàn thắng | Số trận       | Bàn thắng     | Số trận  | Bàn thắng | Số trận   | Bàn thắng |
| Hàn Quốc              | Hàn Quốc              | Hàn Quốc              | Giải vô địch | Giải vô địch | Cúp KFA | Cúp KFA   | Cúp Liên đoàn | Cúp Liên đoàn | Châu Á   | Châu Á    | Tổng cộng | Tổng cộng |
| --------------------- | --------------------- | --------------------- | ------------ | ------------ | ------- | --------- | ------------- | ------------- | -------- | --------- | --------- | --------- |
| 2002                  | Suwon Bluewings       | K League              | 0            | 0            | ?       | ?         | 0             | 0             | ?        | ?         |           |           |
| 2003                  | Suwon Bluewings       | K League              | 16           | 0            | 0       | 0         | -             | -             | -        | -         | 16        | 0         |
| 2004                  | Suwon Bluewings       | K League              | 3            | 0            | 2       | 0         | 2             | 0             | -        | -         | 7         | 0         |
| 2005                  | Ulsan Hyundai         | K League              | 24           | 2            | 2       | 0         | 11            | 3             | -        | -         | 37        | 5         |
| 2006                  | Ulsan Hyundai         | K League              | 11           | 1            | 0       | 0         | 13            | 1             | 4        | 0         | 28        | 2         |
| 2007                  | Ulsan Hyundai         | K League              | 25           | 2            | 3       | 0         | 8             | 0             | -        | -         | 36        | 2         |
| 2008                  | Ulsan Hyundai         | K League              | 2            | 0            | 0       | 0         | 1             | 0             | -        | -         | 3         | 0         |
| 2008                  | FC Seoul              | K League              | 13           | 0            | 1       | 0         | 2             | 0             | -        | -         | 16        | 0         |
| 2009                  | FC Seoul              | K League              | 7            | 0            | 1       | 0         | 3             | 0             | 0        | 0         | 11        | 0         |
| 2010                  | FC Seoul              | K League              | 3            | 0            | 0       | 0         | 3             | 0             | -        | -         | 6         | 0         |
| 2011                  | Sangju Sangmu         | K League              | 21           | 0            | 0       | 0         | 2             | 0             | -        | -         | 23        | 0         |
| Tổng cộng sự nghiệp   | Tổng cộng sự nghiệp   | Tổng cộng sự nghiệp   | 125          | 5            |         |           | 45            | 4             |          |           |           |           |

## Danh hiệu

### Câu lạc bộ
Suwon Samsung Bluewings
- K League (1): 2004
- Cúp FA (1): 2002
- Asian Club Championship (1): 2002
- Asian Super Cup (1): 2002

Ulsan Hyundai
- K League (1): 2005
- Cúp Liên đoàn (1): 2007
- Korean Super Cup (1): 2006
- A3 Vô địch Cup (1): 2006

FC Seoul
- K League (1): 2010
- Cúp Liên đoàn (1): 2010